# بيت البيعة
بيت البيعة أو منزل البيعة هو منزل تاريخي يقع في حي الكوت بمدينة الهفوف الأحسائية بالمملكة العربية السعودية. هو بيت عبد اللطيف بن عبد الرحمن الملا كبير أسرة آل الملا، ومنزل الذي شهد مبايعة أهل الأحساء للملك عبد العزيز وانضمامهم إلى الدولة السعودية في عام 1913. تبلغ مساحته 705 أمتار مربعة، وتأسس 1203هـ/ 1789 م أو 1218 هـ من قبل عبد الرحمن بن عمر بن محمد الملا، الذي كان يشغل منصب قاضي الأحساء. وهو أول بيت يدخله الملك عبدالعزيز إلى الأحساء في يوم 28 جمادى الأولى 1331/ 4 مايو 1913 أثناء معركة الأحساء.

يعتبر منزل البيعة من أهم المعالم التاريخية السياسية في الأحساء فقامت بترميمه وكالة الآثار والمتاحف السعودية في سنوات 2005-07،  ومنذ ذلك التاريخ يحتفل الأحسائيون فيها اليوم الوطني للمملكة العربية السعودية وتم تحويله إلى متحف ويحتوي العديد من الغرف والمقتنيات والأدوات والمخطوطات والمحتويات الأثرية.

## آل ملا
أسرة آل ملا من الأسر العلمية المعروفة في شرق الجزيرة العربية وترتقي نسبتها إلى عشيرة حريث الطائية إحدى عشائر الجزيرة. وأسرة آل ملا لعبت عبر القرون الخمس الماضية دورًا كبيرًا في مختلف الميادين من خلال حضورها في المجال العلمي والديني والسياسي والاجتماعي في الإحساء. فقد كان لها في قلعة الكوت ستة مساجد وخمس مدارس خيرية ورباط.

انتقلت ملكية هذا البيت إلى عبد اللطيف بن عبد الرحمن الملا (12 نوفمبر 1853 - 31 يناير 1921) فقيه حنفي وقاضي ومدرس ديني.

## العمارة
يتميز بلونه الأبيض ونوافذه الخشبية. يتكون من طابقين تم إعداد الدور الأول كساحة كبيرة للاستقبال تطل عليها شرفات داخلية للطابق الثاني ومن الداخل توجد جلسات خاصة للضيوف، كما توجد ملابس وأغراض شخصية تم عرضها داخل المتحف الموجود بالمنزل. والطابق الثاني يحوي مجموعة من الغرف تم تخصيص أغلبها للنوم والمعيشة، وكذلك الصور التاريخية وصور إرشادية تؤرخ قصة هذا البيت.

## معرض الصور

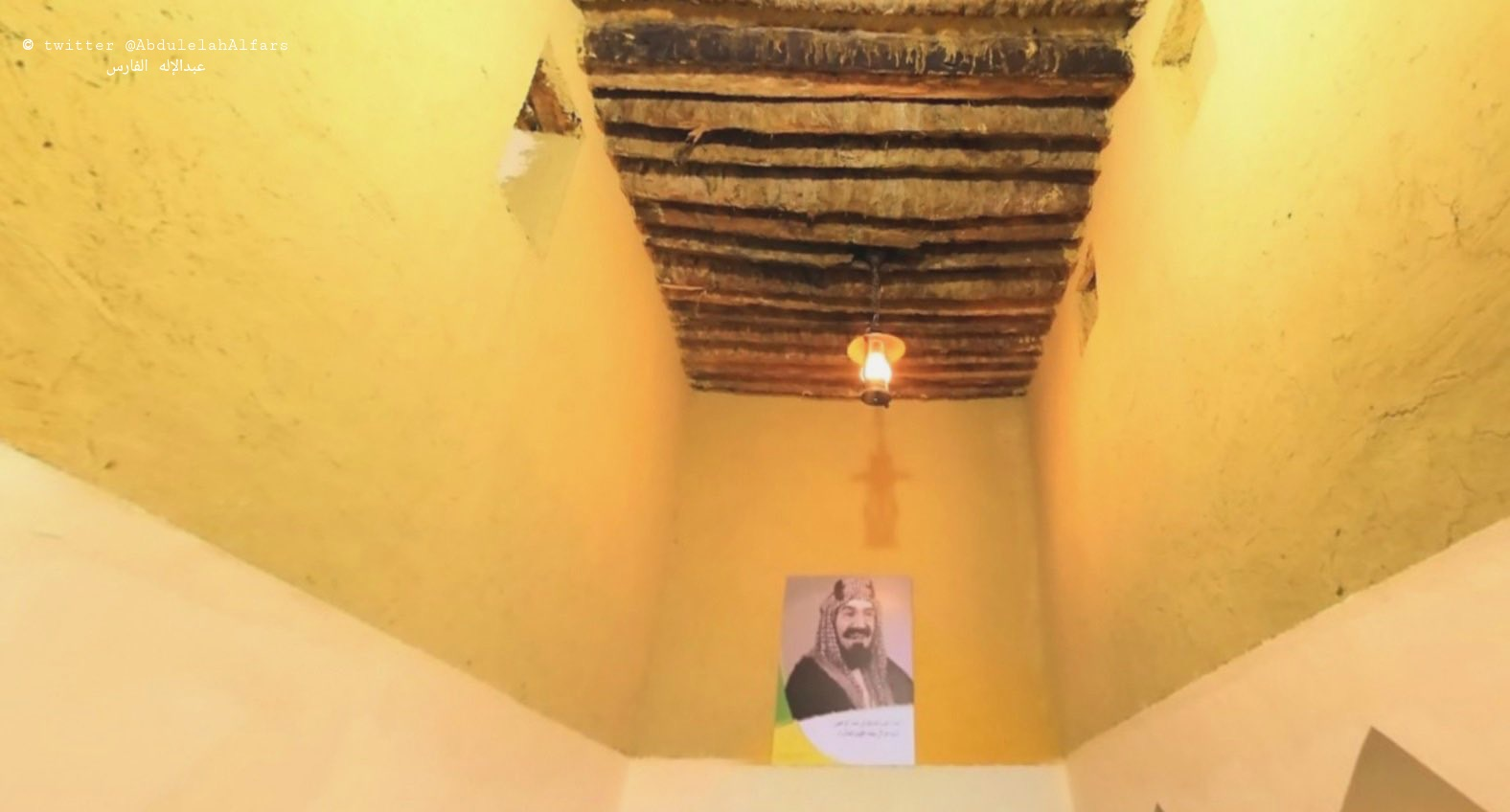
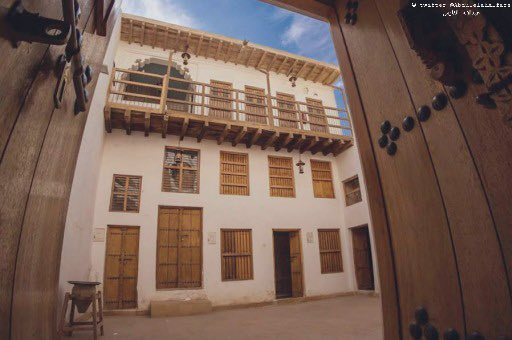